# Guy Tchingoma
Guy Tchingoma (Pointe-Noire, 3 de janeiro de 1986 – Libreville, 9 de fevereiro de 2008) foi um jogador de futebol gabonense. Em 2007 ele jogou como meio-campo no time FC 105 Libreville e na Seleção Gabonense de Futebol.
Ele nasceu em Pointe Noire, na República do Congo, mas lhe foi dada nacionalidade gabonense, o que lhe permitiu fazer sua estreia nas qualificatórias na Copa das Nações Africanas contra a Costa do Marfim em setembro de 2006, em Libreville

## Morte
Em 9 de fevereiro de 2008 ele entrou em colapso após o contato com um jogador oponente no final do jogo entre o seu clube e o US Mbiliandzami no estádio Mondedang de Sibang na capital. Ele foi mais tarde relatado morto. Não havia médicos de plantão no jogo.